# Saint-Fort-sur-le-Né
Saint-Fort-sur-le-Né è un comune francese di 409 abitanti situato nel dipartimento della Charente, nella regione della Nuova Aquitania.

## Società

### Evoluzione demografica
Abitanti censiti